# پلانتال
پلانتال (به آلمانی: Planetal) یک شهر در آلمان است که در پوتسدام-میتلمارک واقع شده‌است. پلانتال ۱٬۰۵۹ نفر جمعیت دارد.